# Рибница (локалитет)
Рибница је археолошко налазиште праисторијског насеља у ували на ушћу Рибничког потока у Дунав, оивиченој стрмим странама брда Ковилово, око 2,5km узводно од Доњег Милановца.
Материјал откривен на налазишту припада прелазном периоду из бронзаног у гвоздено доба (културној групи Гава). Откривен је и оштећени скелетни гроб, са три посуде похрањене код стопала, што судећи по погребном ритуалу, одговара старијем гвозденом добу (Басараби). На истом простору у периоду 11—14. век развијало се насеље. Приликом археолошких истраживања 1968—1971. године, откривен је већи број насеобинских објеката, уз две цркве око којих су формиране пратеће некрополе.